# In Your House 11: Buried Alive
In Your House 11: Buried Alive è stato un evento prodotto dalla World Wrestling Federation che si è tenuto il 20 ottobre 1996 alla Market Square Arena di Indianapolis, Indiana.

## Risultati
| #                  | Incontri | Stipulazioni                                          | Durata |
| ------------------ | --- | ----------------------------------------------------- | ------ |
| Dark               | The Godwinns (Henry O. Godwinn e Phineas I. Godwinn) sconfiggono The New Rockers (Marty Jannetty e Leif Cassidy) | Tag Team Match                                        |        |
| Dark               | Shawn Michaels (c) sconfigge Goldust (con Marlena)                                                               | Single Match per il WWF Championship                  |        |
| Free For All Match | The Stalker sconfigge Justin Bradshaw                                                                            | Single Match                                          | 20:00  |
| 1                  | Steve Austin sconfigge Hunter Hearst Helmsley                                                                    | Single Match                                          | 15:30  |
| 2                  | Owen Hart e The British Bulldog (c) sconfiggono The Smoking Gunns (Bart e Billy Gunn)                            | Tag team match per i WWF World Tag Team Championship  | 09:17  |
| 3                  | Marc Mero (c) (con Sable) sconfigge Goldust (con Marlena)                                                        | Single Match per il WWF Intercontinental Championship | 11:38  |
| 4                  | Sycho Sid sconfigge Vader (con Jim Cornette)                                                                     | Single match                                          | 08:00  |
| 5                  | The Undertaker sconfigge Mankind (con Paul Bearer)                                                               | Buried Alive match                                    | 18:25  |